# Lorentz Angel Krieger
Lorentz Angel Krieger (født 10. maj 1797 i København, død 4. maj 1838 i Aalborg) var en dansk embedsmand. Han var søn af kontreadmiral Johan Cornelius Krieger.
Krieger blev privat dimitteret 1814, juridisk kandidat 1819, samme år kammerjunker, 1820 auditør, 1826 karakteriseret overauditør, 1829 amtmand i Islands søndre Amt og konstitueret stiftamtmand over Island, 1831 fast ansat i sidstnævnte stilling, 1834 medlem af kommissionen til at undersøge den islandske handelslovgivning, samme år medlem af Østifternes Stænderforsamling for Island, 1836 stiftamtmand i Aalborg Stift og amtmand over Aalborg Amt, men vedblev at styre sine embeder på Island i vinteren 1836-37, blev snart efter overtagelsen af sit nye embede syg. Det vidnes om ham, at han ved sin dygtighed, sit retsind og sin elskelige personlighed erhvervede sig almindelig agtelse og hengivenhed.